# Denisa Biskupová (modelka)
Denisa Biskupová (* 18. října 1991) je česká modelka a účastnice soutěží krásy.

## Osobní život
Denisa Biskupová pochází z Bělotína, kde také navštěvovala základní školu. V letech 2007–2011 studovala na soukromé Střední škole Kostka s.r.o. ve Vsetíně. Poté studovala nultý ročník Vysoké školy ekonomické v Praze. Nyní[kdy?] se věnuje profesionálně modelingu.[zdroj?]
Pět let tančila street dance. Od svých 9 let se cvičí závodně aerobik a od roku 2008 trénuje dětí předškolního věku.[zdroj?]

## Soutěže krásy
Denisa Biskupová se zúčastnila těchto soutěží krásy:
- Miss aerobik junior ČR a SR 2008 – Miss sympatie
- Podhostýnská Miss Open 2010 – vítězka[1]
- Miss Znojmo Open 2010 – Miss Sympatie[2]
- Miss Jihlava Open 2011 – finalistka
- Miss Wellness 2011 – vítězka[3]
- Miss Reneta 2011 – finalistka[4]
- Miss Face 2012 – finalistka
- Miss pláž 2012 – vítězka[5]
- iMiss 2011 – finalistka[6]
- Miss FANTOM 2012 – I. vicemiss[7]
- Miss Aerobic Junior 2012 – II. vicemiss[8]
- Miss Vyškov Open 2012 – vítězka